# Arbetsmarknadspolitik
Arbetsmarknadspolitik är politiska åtgärder, i första hand statliga åtgärder, för att öka sysselsättning, minska arbetslöshet och förbättra hur arbetsmarknaden fungerar. Arbetsmarknadspolitiken är en del av den ekonomiska politiken och genomförs i form av olika arbetsmarknadspolitiska åtgärder. Man brukar skilja mellan passiva åtgärder, som i huvudsak innebär ekonomiskt stöd till arbetslösa, och aktiva åtgärder, som innebär att man försöker åstadkomma högre effektivitet eller direkt påverka utbudet eller efterfrågan på arbetsmarknaden.
Förespråkare för en aktiv arbetsmarknadspolitik och omfattande arbetsmarknadspolitiska åtgärder menar att detta förhindrar att arbetslösa passiviseras och slås ut från arbetsmarknaden. Kritiker menar att arbetsmarknadsåtgärder är kostsamma och ineffektiva och att de används för att dölja arbetslösheten.

## Passiva och aktiva åtgärder
Passiva åtgärder innebär normalt någon form av kontantstöd till arbetslösa, till exempel arbetslöshetsersättning.
Aktiva åtgärder innebär åtgärder som är inriktade på matchning, utbud eller efterfrågan på arbetsmarknaden. Matchning innefattar bland annat arbetsförmedling. Utbudsinriktade åtgärder är sådana som ökar arbetskraftens värde på den aktuella arbetsmarknaden, och innefattar bland annat arbetsmarknadsutbildning och praktik. Efterfrågeinriktade åtgärder är sådana som ökar efterfrågan på arbetskraft, bland annat anställningsstöd eller att skapa specifika arbetstillfällen för arbetslösa.
De aktiva åtgärderna syftar till att minska arbetslösheten. Politikerna kan öka de arbetslösas chanser att få jobb genom att erbjuda dem utbildning och arbetsförmedling. En annan aktiv åtgärd är att skapa subventionerad sysselsättning.
För statistiska ändamål använder OECD följande indelning av arbetsmarknadsåtgärder:
1. Arbetsförmedling och administration
2. Utbildning
3. Arbetsrotation och arbetsdelning
4. Anställningsstöd
5. Subventionerade anställningar och rehabilitering
6. Direkt arbetsskapande
7. Nystartsstöd
8. Inkomstersättning och stöd till arbetslösa
9. Förtidspension

## Sveriges arbetsmarknadspolitik
Sveriges arbetsmarknadspolitik består av en blandning av aktiva och passiva arbetsmarknadspolitiska åtgärder. Under en lång period var ett utmärkande drag för Sveriges arbetsmarknadspolitik omfattande satsningar på aktiva åtgärder.